# ダレン・ベント
ダレン・アシュリー・ベント（Darren Ashley Bent、 1984年2月6日 - ）はイングランド・ロンドン出身の元サッカー選手。ポジションはフォワード。

## 経歴
ロンドン市のトゥーティング生まれで、ジャマイカ系イギリス人。父のマーヴィン・ベントはユース時代、ウィンブルドンFCとブレントフォードFCでプレイしていた経験がある。ベント自身、10歳でケンブリッジ州のハンティングドンに引っ越し、ゴッドマンチェスター・ローヴァーズのユースへ入団したが、ロンドン北部育ちゆえアーセナルFCのサポーターで旧ホーム・スタジアムだったハイベリーのシーズンチケットも持っていたほどのファン。
1998年、14歳でイプスウィッチ・タウンFCとユース契約、その後2001年7月にプロ契約。デビュー戦は2001年11月のUEFAカップで、初ゴールは2001年11月27日のリーグ杯で対戦したニューカッスル・ユナイテッドFC戦だった。その後2005年にチャールトン・アスレティックFCに移籍。
抜群のスピードを武器にリーグでは2005-2006、2006-2007シーズンと続けて得点を量産、チャールトンの上位進出に貢献。2007年6月29日にトッテナム・ホットスパーFCに2450万ユーロ(約38億5600万円)で移籍した。しかし、トッテナムでの2シーズンはロビー・キーンやディミタール・ベルバトフ等の前に出場機会に恵まれず、2009年8月5日に移籍金1000万ポンド（約16億円、1180万ユーロ）でサンダーランドAFCへ移籍した。2007年にクレイグ・ゴードンを獲得した際の1060万ユーロを超え、サンダーランド史上最高額となった。
サンダーランドでは不動のエースストライカーとしてゴールを量産し、2009-2010シーズンはリーグ戦37試合に出場し24得点をあげている。これはウェイン・ルーニーとディディエ・ドログバに次ぐリーグ3位の数字である。
2011年1月18日、移籍金1800万ポンドでアストン・ヴィラFCへ移籍した。出来高により、最大2400万ポンドまで払われる。ヴィラ移籍後も得点を重ね、チームトップとなる9得点を記録し、チームの巻き返しに一役買った。
しかし、クリスティアン・ベンテケの台頭などもあり徐々に出場機会を失い、2013年8月16日、フラムFCへのレンタル移籍が決定。2014年11月26日には、サミ・ヒーピア率いるブライトン・アンド・ホーヴ・アルビオンFCに1か月の期限付きで加入した。
イングランド代表歴も長く、アンダー15、アンダー16、アンダー17、アンダー19、アンダー21とユース時代から選出され続けていた。アンダー21時代は2003年のイタリア代表戦を皮切りに9得点を記録。フル代表デビューは2006年のウルグアイ戦。2006年3月1日のウルグアイとの親善試合でイングランドA代表デビュー。2006年、2010年のワールドカップには出場することが出来なかった。2010年9月7日のEURO2012予選、スイス戦で代表初ゴールを記録。

## その他
- チャールトン時代のチームメイトであるマーカス・ベントと血縁関係はない。

## 個人成績

### 試合数
国際Aマッチ 13試合 4得点（2006年-2011年）
| イングランド代表 | 国際Aマッチ | 国際Aマッチ |
| 年               | 出場        | 得点        |
| ---------------- | ----------- | ----------- |
| 2006             | 2           | 0           |
| 2007             | 1           | 0           |
| 2008             | 1           | 0           |
| 2009             | 1           | 0           |
| 2010             | 2           | 1           |
| 2011             | 6           | 3           |
| 通算             | 13          | 4           |

## タイトル
- トッテナム・ホットスパーFC
  - フットボールリーグカップ 2007-2008